# Apozol
Apozol é um município do estado de Zacatecas, no México.